# Wypiska
Wypiska – początkowo potoczne, obecnie także stosowane w regulaminach określenie zakupów dokonywanych przez osadzonych w więziennej kantynie.
Wypiska jest realizowana ze środków otrzymanych przez osobę osadzoną najczęściej od rodziny i osób najbliższych. Osoby te wpłacają środki na konto jednostki penitencjarnej odpowiednio je tytułując.
Zakupy, pod konwojem, dokonywane są bezgotówkowo, na podstawie kwitów wystawianych przez działy finansowe administracji więziennej. Środki finansowe mogą pochodzić z wpłat dokonywanych na rzecz osadzonych z zewnątrz, z części środków własnych zdeponowanych w chwili osadzenia, z zarobków (w przypadku więźniów zatrudnionych odpłatnie) lub pieniężnych nagród regulaminowych.
Asortyment towarów dostępnych w kantynie bywa różny, zależny m.in. od jej wielkości i przedsiębiorczości kierownika. Zazwyczaj są to różne gatunki papierosów, kawy, herbaty, soków, cukier, mleko i inne podstawowe środki spożywcze i przyprawy. Większe kantyny oferują szeroki asortyment konserw, wędlin paczkowanych, świeżych owoców, zupek błyskawicznych, deserów i słodyczy. Często dostępne są również niektóre preparaty witaminowe i odżywcze. Kantyny sprzedają także podstawowe materiały papiernicze (papeterie, zeszyty, bloki rysunkowe, ołówki, kredki, papier toaletowy) i higieniczno-kosmetyczne. Wiele kantyn sprowadza także gazety i czasopisma, w tym erotyczne w rodzaju Playboya.
Zakazana jest sprzedaż w kantynach przedmiotów niedozwolonych regulaminem więziennym - środków niebezpiecznych, żrących, łatwopalnych, zawierających alkohol lub lotne rozpuszczalniki (w tym aerozoli). Nożyczki i cążki do paznokci dostępne w kantynach muszą być pozbawione ostrych zakończeń a kubki muszą być z nietłukących materiałów. Niektóre przedmioty sprzedawane są po uzyskaniu przez więźnia zgody dyrektora więzienia na ich posiadanie (telewizory, radioodbiorniki, lampki nocne, tytoń fajkowy, drobny sprzęt sportowy).
Wypiska jest przywilejem przysługującym wszystkim więźniom od - najpóźniej -  piątego dnia pobytu w zakładzie penitencjarnym. Zawieszenie prawa do wypiski, lub jego ograniczenie (np.zakaz kupowania papierosów) traktowane jest jako kara dyscyplinarna.
Prawo do zakupów traktowane jest  bardzo poważnie zarówno przez samych więźniów, jak i służbę więzienną. Osadzeni posiadający na swoim koncie nawet kilkadziesiąt groszy pytani są zazwyczaj, czy chcą skorzystać z wypiski. Nadzwyczajne opóźnienia wypiski powodują zwykle wzrost niezadowolenia więźniów, i bywają przyczyną buntów.
Wypiski odbywają się najczęściej 3 - 4 razy w miesiącu, w odstępach 7 - 10 dni. Ramowe terminy wypisek zapisane są zwykle w regulaminie (porządku wewnętrznym), znajdującym się w każdej celi. Więźniowie przeprowadzani są na teren kantyny pod konwojem, w kilkuosobowych grupach. Objęci izolacją lub szczególnie niebezpieczni mogą być doprowadzani pojedynczo.